# Penzion Dagmar
Penzion Dagmar v Jáchymově tvoří dvě budovy (čp. 766 a čp. 712) v Palackého ulici, propojené sluneční terasou. Je provozovaný akciovou společností Léčebné lázně Jáchymov.

## Historie
Původně byl penzion Dagmar čp. 766 samostatným objektem, známým jako vila Dagmar, postaveným v letech 1913–1914 jáchymovským architektem a stavitelem Franzem Rehnem pro Chaima Faklera – hoteliéra z Karlových Varů. Vila sloužila jako první český penzion v Jáchymově, majitel Chaim Fakler v ní nikdy nebydlel.
Za první světové války sloužil penzion jako vojenský lazaret pro důstojníky, po vzniku samostatného Československa byla vila Dagmar prvním lázeňským domem v českých rukách. 
V roce 1922 penzion koupilo Sdružení čs. hospodyň „Lípa“ za 425 000 Kč a 26. července téhož roku byl penzion Dagmar, pojmenovaný po dánské královně Dagmar, dceři krále Přemysla Otakara I., slavnostně otevřen. Hostům nabízel jak čistě hotelové služby (ubytování a stravování), tak lázeňské, s koupelemi a lékařským ošetřením. V roce 1933 přikoupilo Sdružení sousední objekt (čp. 712) a objekty vybavilo rozvody ústředního topení a kanalizace. V roce 1937 penzion nabízel 40 pokojů.

## Současnost
Penzion Dagmar dnes disponuje 29 pokoji a 54 lůžky. Léčebné procedury jsou poskytovány v Lázeňském centru Agricola nebo v komplexu Curie. Objekt není určen pouze pro klientelu lázní, ale ubytování nabízí i turistům.